# كريس دافنبورت
كريس دافنبورت (بالإنجليزية: Chris Davenport)‏ هو كاتب أمريكي، ولد في 4 يناير 1971 في أسبن في الولايات المتحدة.

## وصلات خارجية
- كريس دافنبورت على موقع IMDb (الإنجليزية)
- كريس دافنبورت على موقع قاعدة بيانات الفيلم (الإنجليزية)